# هگزوپرنالین
هگزوپرنالین (انگلیسی: Hexoprenaline) دارویی است که از موارد استعمال آن حمله ی آسم برونشیال، برونشیت حاد و مزمن، آمفیزم ریوی، اسپاسم برونشها میباشد.

## ملاحظات
مصرف این دارو در دوران بارداری ممنوع است.